# Trigonisca unidentata
Trigonisca unidentata là một loài Hymenoptera trong họ Apidae. Loài này được Albuquerque & Camargo mô tả khoa học năm 2007.